# Nemania abortiva
Nemania abortiva är en svampart som beskrevs av J.D. Rogers, Y.M. Ju & Hemmes 2006. Nemania abortiva ingår i släktet Nemania och familjen kolkärnsvampar.   Inga underarter finns listade i Catalogue of Life.